# Praisos

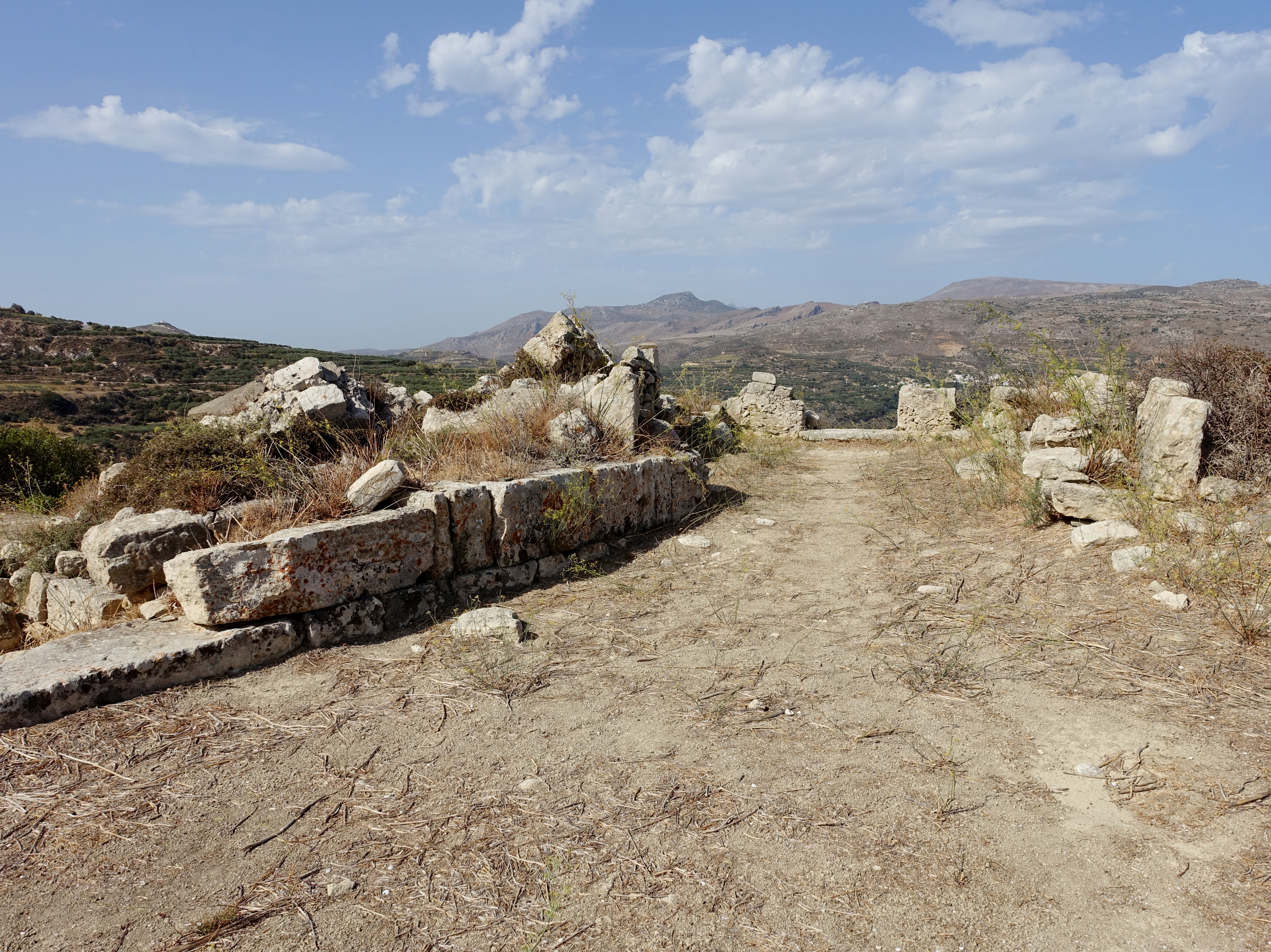
Erste Akropolis von Praisos

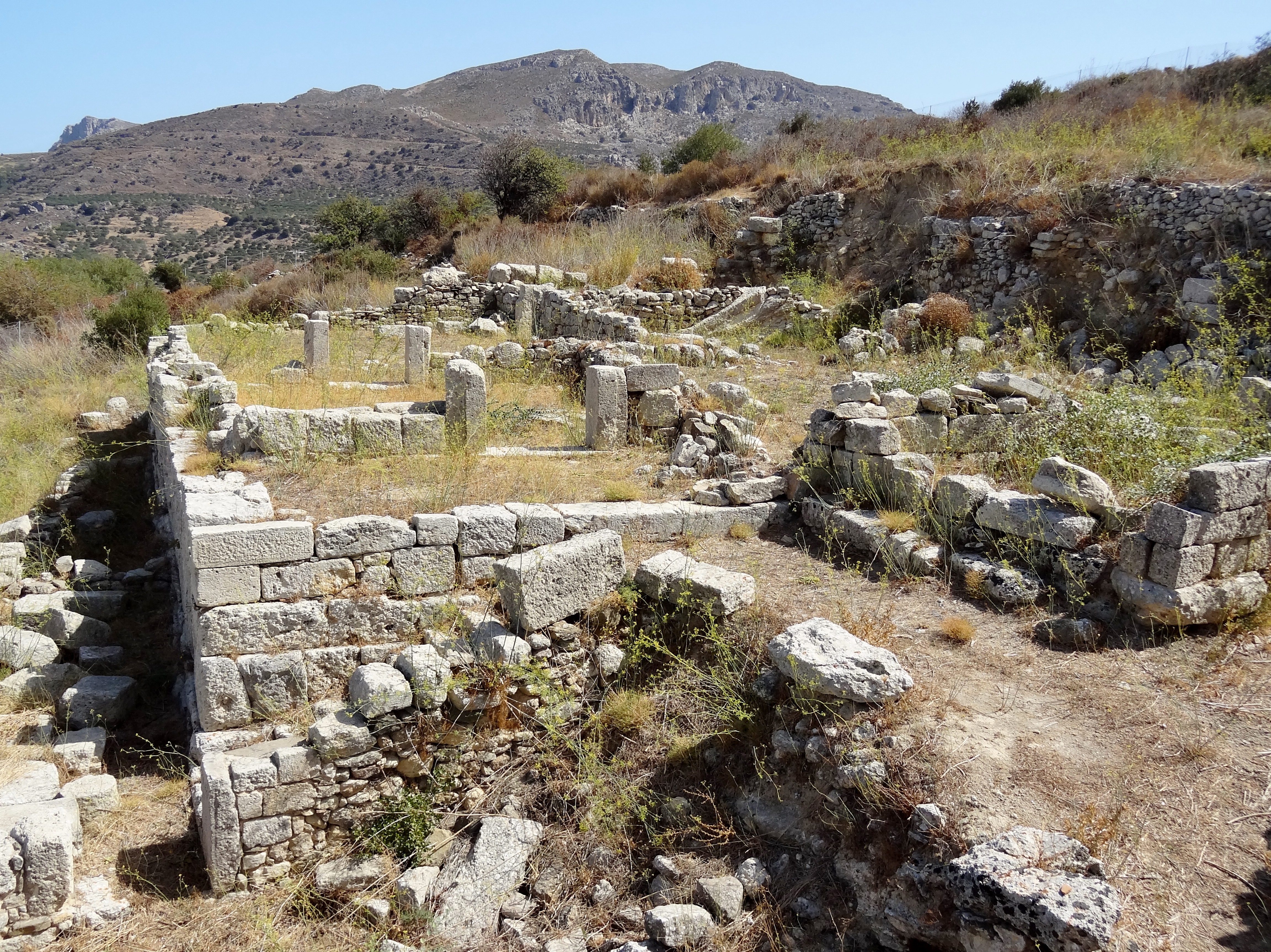
Hausreste aus hellenistischer Zeit

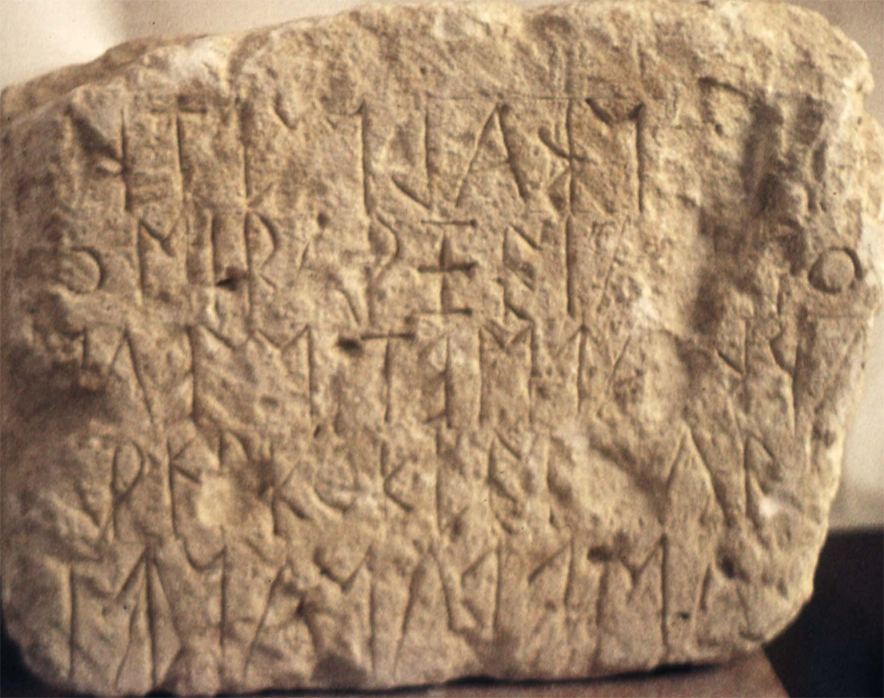
Eteokretische Inschrift aus Praisos

Praisos (griechisch Πραισός Presos), auch Praissos, war eine antike Stadt auf Kreta. Sie liegt im Osten der Insel auf der Halbinsel von Sitia nördlich des heutigen Dorfes Nea Presos (ehem. Vaveli).
Der Ort war bereits in neolithischer Zeit besiedelt, was eine Kultstätte in einer Höhle nordwestlich der Stadt belegt. Es folgen zahlreiche Überreste aus minoischer und mykenischer Zeit (Megalithhaus; Tholosgräber). Aus geometrischer Zeit stammt ein Heiligtum auf einem Hügel. Ihre Blütezeit erlebte die Stadt im Hellenismus. Sie war die wichtigste Stadt der Eteokreter, der Ureinwohner Kretas, die noch bis in das 3. Jahrhundert v. Chr. ihre alte Sprache bewahrten. Bei Ausgrabungen in der Stadt fanden sich Texte in eteokretischer Sprache, die mit griechischen Buchstaben geschrieben, jedoch bis heute nicht verständlich sind. In hellenistischer Zeit prägte die Stadt eigene Münzen. Um 145 v. Chr. wurde Praisos von Hierapytna zerstört und in dessen Territorium integriert, danach gibt es keine Siedlungsspuren mehr.
Die Reste der Stadt verteilen sich auf drei Hügeln mit einer Stadtmauer, die noch heute zum Teil erhalten ist. Die bedeutendsten Reste stammen aus hellenistischer Zeit und nehmen etwa 10 Hektar ein. Sie bedecken zwei der drei Hügel. Einer der Hügel war befestigt und auf ihm stand ein Tempel. Die Häuser lagen an den Abhängen der Hügel und waren aus Stein errichtet. Zwischen den Hügeln stand die Agora; dort fanden sich architektonische Reste wie ein ionisches Kapitell.